# 特里特 (喬治亞州)
特里特（英語：Treat）是位於美國喬治亞州哈拉爾森縣的一個鬼鎮。由於此地已於1912年被荒廢，本地已無人居住。

## 地理
特里特的座標為33°54′05″N 85°21′58″W / 33.90139°N 85.36611°W，而該地的平均海拔高度為389米（即1276英尺）。